# Spiegel Geschichte (Fernsehsender)
Spiegel Geschichte (Eigenschreibweise: SPIEGEL GESCHICHTE) ist ein deutscher Pay-TV-Sender von Spiegel TV.

## Geschichte und Beschreibung
Der Pay-TV-Sender Spiegel Geschichte bietet ein umfangreiches Programm an Dokumentarfilmen zu historischen Themen. Im Mittelpunkt stehen Ereignisse, Menschen und Momente des 20. Jahrhunderts.
Spiegel Geschichte strahlte seit dem 4. Juli 2009 sein Programm aus und war auf Sky Deutschland, Sky Österreich und Teleclub Schweiz zu empfangen. Ab dem 1. April 2014 war Spiegel Geschichte in HD verfügbar. Die via Satellit über Sky erfolgte Ausstrahlung endete am 30. Juni 2023. Seitdem kann das Programm nur noch über Kabel oder IPTV empfangen werden.
Der Sender wurde von Spiegel TV Geschichte GmbH & Co. KG, einem Joint Venture von Spiegel TV (Spiegel Verlag) und der Autentic GmbH betrieben. Seit dem Start von Spiegel TV Wissen am 4. Oktober 2011 nennt sich die Spiegel TV Geschichte GmbH & Co. KG nun Spiegel TV Geschichte + Wissen GmbH & Co. KG. Geschäftsführer sind Patrick Hörl und der Journalist und Regisseur Michael Kloft (Geschäftsführer und Programmdirektor). Verantwortlich für die Senderaktivitäten ist Channel-Manager Jens Fabian Kirsch.
Zum 18. Oktober 2016 wurde der Sender einem Rebranding unterzogen und ein neues Logo eingeführt.

## Logos

Logo bis zum 31. März 2014
Logo vom 1. April 2014 bis zum 17. Oktober 2016
Logo der HD-Version vom 1. April 2014 bis zum 17. Oktober 2016
Logo seit dem 18. Oktober 2016
Logo der HD-Version seit dem 18. Oktober 2016